# Conférence d'Asilomar sur l'IA bénéfique
Pour les articles homonymes, voir Conférence d'Asilomar (homonymie).

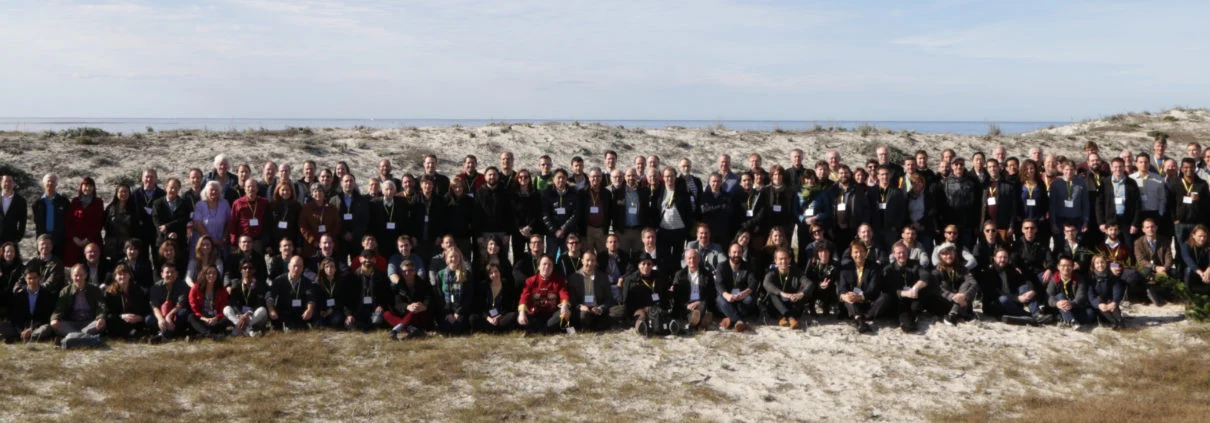
Participants à la conférence d'Asilomar sur l'IA bénéfique.

La Conférence d'Asilomar sur l'IA bénéfique (anglais : Asilomar Conference on Beneficial AI) est une conférence organisée par le Future of Life Institute, qui s'est tenue du 5 au 8 janvier 2017, au Asilomar Conference Grounds, en Californie. Plus de 100 personnalités influentes et chercheurs en économie, droit, éthique et philosophie s'y sont réunies pour explorer et formuler les principes d'une intelligence artificielle (IA) bénéfique. Son résultat fut la création d'un ensemble de lignes directrices pour la recherche sur l'IA - les 23 principes d'Asilomar sur l'IA.
Cette approche est complétée par la déclaration de Montréal pour un développement responsable de l'IA, publiée en décembre 2018.